# Cucullia semiconfluens
Cucullia semiconfluens är en fjärilsart som beskrevs av Barend J. Lempke 1941. Cucullia semiconfluens ingår i släktet Cucullia och familjen nattflyn. Inga underarter finns listade i Catalogue of Life.